# Sankt Josef (Weststeiermark)
Sankt Josef (Weststeiermark) ist eine Gemeinde mit 1675 Einwohnern (Stand 1. Jänner 2025) im Bezirk Deutschlandsberg bzw. Gerichtsbezirk Deutschlandsberg in der Steiermark, Österreich. Die Pfarrkirche zum heiligen Josef, die der Gemeinde den Namen gab, liegt auf 357 m.

## Geografie
Die Gemeinde Sankt Josef liegt an der Wieserbahn im weststeirischen Hügelland.

### Katastralgemeinden und Ortschaften
Die Gemeinde besteht aus drei Katastralgemeinden bzw. gleichnamigen Ortschaften (Fläche Stand 31. Dezember 2023, Einwohner Stand 1. Jänner 2025)
- Oisnitz (388,64 ha, 466 Ew.)
- Sankt Josef (Weststeiermark) (673,73 ha, 724 Ew.)
- Tobisegg (266,89 ha, 485 Ew.)

### Eingemeindungen
- Am 1. Jänner 1968 wurden Oisnitz und Tobisegg eingemeindet.[5] Oisnitz hatte bereits bis 1920 mit St. Josef die damalige Gemeinde „St. Josef bei Stainz“ gebildet, die danach in die Gemeinden Oisnitz und St. Josef bei Stainz getrennt wurde.[6]
- Der südliche, zur Pfarre Preding gehörende Teil der Katastralgemeinde Tobisegg wurde mit 1. Jänner 1969 zur Gemeinde Preding umgegliedert.[7]

Von der steiermärkischen Gemeindestrukturreform, die 2015 die Zahl der Gemeinden im Bezirk Deutschlandsberg von 40 auf 15 verringerte, war die Gemeinde nicht betroffen. Allerdings wurden im Rahmen dieser Reform Wünsche geäußert, einen Teil des Gebietes der Gemeinde Stainztal statt der Gemeinde Stainz entsprechend der Pfarrzugehörigkeit der Gemeinde St. Josef anzuschließen.

### Nachbargemeinden
Eine der vier Nachbargemeinden liegt im Bezirk Graz-Umgebung (GU).
| Lannach |                                             | Dobl-Zwaring (GU) |
| Stainz  | Kompassrose, die auf Nachbargemeinden zeigt | Dobl-Zwaring      |
|         | Stainz                                      | Preding           |

## Geschichte
Erste urkundliche Erwähnung findet Oisnitz im Jahr 1056 als „Odelnisiz“ in einer Besitzübertragung Kaiser Heinrichs III. an Bischof Altwin von Brixen; im 12. Jahrhundert werden sechs Huben in Oisnitz in einer Urkunde Herzog Ottokar IV. genannt.
Die Gemeinde trug bis 1932 den Namen „St. Josef bei Stainz“, in diesem Jahr erfolgte die Namensänderung in „St. Josef–Weststeiermark“.

### Bevölkerungsentwicklung
Die Einwohnerzahl im Gebiet der (heutigen) Gemeinde liegt seit dem 19. Jahrhundert bei ungefähr 1300 Personen und nahm nur in der Zeit des Zweiten Weltkrieges und danach etwas ab. Die Zunahme seit 1991 basiert auf einer positiven Wanderungsbilanz.

## Kultur und Sehenswürdigkeiten
- Schloss Rohrbach
- Theaterdorf St. Josef – Theaterweg, 2 Rundwanderwege
- Katholische Pfarrkirche hl. Josef

## Wirtschaft und Infrastruktur

### Verkehr

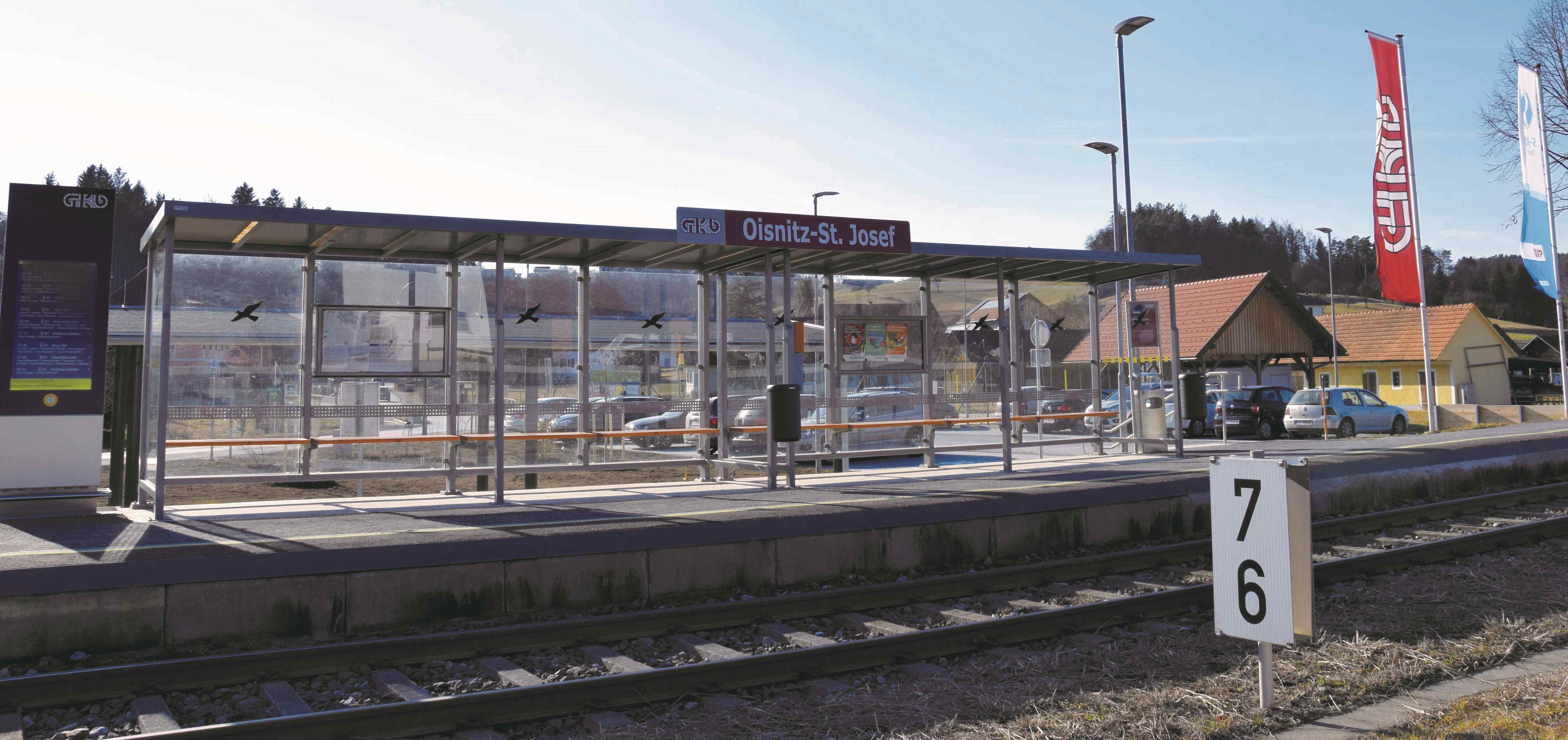
Bahnhaltestelle Oisnitz-St. Josef

- St. Josef liegt an der L 640, die in der Talsenke in die Radlpass Straße B 76 mündet.
- Außer auf der Straße kann man St. Josef mit dem Bus oder der Graz-Köflacher Bahn von Graz aus erreichen. Die Haltestelle „Oisnitz“ wurde ab 1927 zu einer Güterverladestelle ausgebaut und ab Mai 1932 in Halte- und Ladestelle „Oisnitz-Sankt Josef“ umbenannt.[13] Seit ungefähr der 1990er-Jahre ist sie nur mehr eine Bahnhaltestelle. 1994 erhält der Bahnübergang bei der Bahnhaltestelle eine Lichtzeichenanlage. 2021 wurde das Bahnhofsgebäude in Oisnitz abgerissen, gleichzeitig wurden neue Wartebereiche sowie eine neue P+R-Anlage errichtet (offiziell fertiggestellt und eröffnet am 26. Juni 2022).

### Ansässige Unternehmen
In der Gemeinde gibt es rund 50 Dienstleistungs- und Gewerbebetriebe. Der größte Arbeitgeber in der Gemeinde ist die weststeirische Bohrerfabrik Johann Eberhard GmbH mit über 80 Mitarbeitern, gefolgt von der Gemeinde St. Josef (Weststeiermark), dem ausgegliederten Unternehmen SPAR-Markt und der Raiffeisenbank Schilcherland eGen, Bankstelle St. Josef.

### Bildung
In St. Josef gibt es einen Kindergarten, eine Volksschule, einen Hort sowie eine Musikschule.

## Politik

### Gemeinderat
Der Gemeinderat hat 15 Mitglieder.
- Nach den Gemeinderatswahlen in der Steiermark 2005 hatte der Gemeinderat folgende Verteilung: 9 ÖVP und 6 SPÖ.[14]
- Nach den Gemeinderatswahlen in der Steiermark 2010 hatte der Gemeinderat folgende Verteilung: 12 ÖVP und 3 SPÖ.[15]
- Nach den Gemeinderatswahlen in der Steiermark 2015 hatte der Gemeinderat folgende Verteilung: 11 ÖVP, 3 SPÖ und 1 FPÖ.[16]
- Nach den Gemeinderatswahlen in der Steiermark 2020 hat der Gemeinderat folgende Verteilung: 12 ÖVP und 3 SPÖ.[17]
- Nach den Gemeinderatswahlen in der Steiermark 2025 hat der Gemeinderat folgende Verteilung: 9 ÖVP, 4 SPÖ und 2 FPÖ.

### Bürgermeister
- 1965–1985 Helmut Trausner (1924–2011)
- 23.04.1985–31.12.2003 Franz Neumann (ÖVP)
- 09.01.2004–09.09.2022 Franz Lindschinger (ÖVP)
- seit 14.09.2022 Alois Gangl (ÖVP)

### Wappen
Seit 1. Juli 1973 hat die Gemeinde das Recht ein Wappen zu führen. 

Blasonierung (Wappenbeschreibung):
„Im zweimal geteilten Schild oben in Blau ein nach links schwimmender silberner Fisch, im goldenen Mittelfeld ein blaues Zimmermannsbeil, unten in Grün ein liegender goldener Maiskolben über einem goldenen Apfel.“

## Persönlichkeiten

### Ehrenbürger
- 1973: Arthur Prommer (1908–2002), Bezirkshauptmann von Deutschlandsberg 1965–1973
- 1978: Friedrich Niederl (1920–2012), Landeshauptmann der Steiermark 1971–1980
- 1985: Helmut Trausner (1924–2011), Bürgermeister der Gemeinde St. Josef (Weststeiermark) 1965–1985
- 1990: Otto Lirzer (1925–2020), Gemeindekassier der Gemeinde Oisnitz 1965–1967 und Gemeindekassier der Gemeinde St. Josef (Weststeiermark) 1969–1990
- 1994: Josef Krainer (1930–2016), Landeshauptmann der Steiermark 1981–1996
- 2011: Karl Heinz Reymann (1944–2023), Obermedizinalrat, Arzt für Allgemeinmedizin in der Gemeinde St. Josef (Weststeiermark) 1977–2014
- 2024: Franz Neumann (* 1941), Bürgermeister der Gemeinde St. Josef (Weststeiermark) 23.04.1985–31.12.2003
- 2024: Franz Lindschinger (* 1960), Bürgermeister der Gemeinde St. Josef (Weststeiermark) 09.01.2004–09.09.2022

### Söhne und Töchter der Gemeinde
- Matthias Macher (1793–1876), Arzt und medizinischer Schriftsteller
- Manfred Kainz (* 1960), Politiker (ÖVP) und Unternehmer

### Mit der Gemeinde verbundene Persönlichkeiten
- Josef Zinkanell (1917–2008), Landwirt, Gewerkschaftsfunktionär und Politiker (SPÖ); lebte und betrieb hier ab 1958 eine kleine Landwirtschaft

## Historische Landkarten

Das Gebiet von St. Josef, Oisnitz und Tobisegg in den Landesaufnahmen von 1790 bis 1910
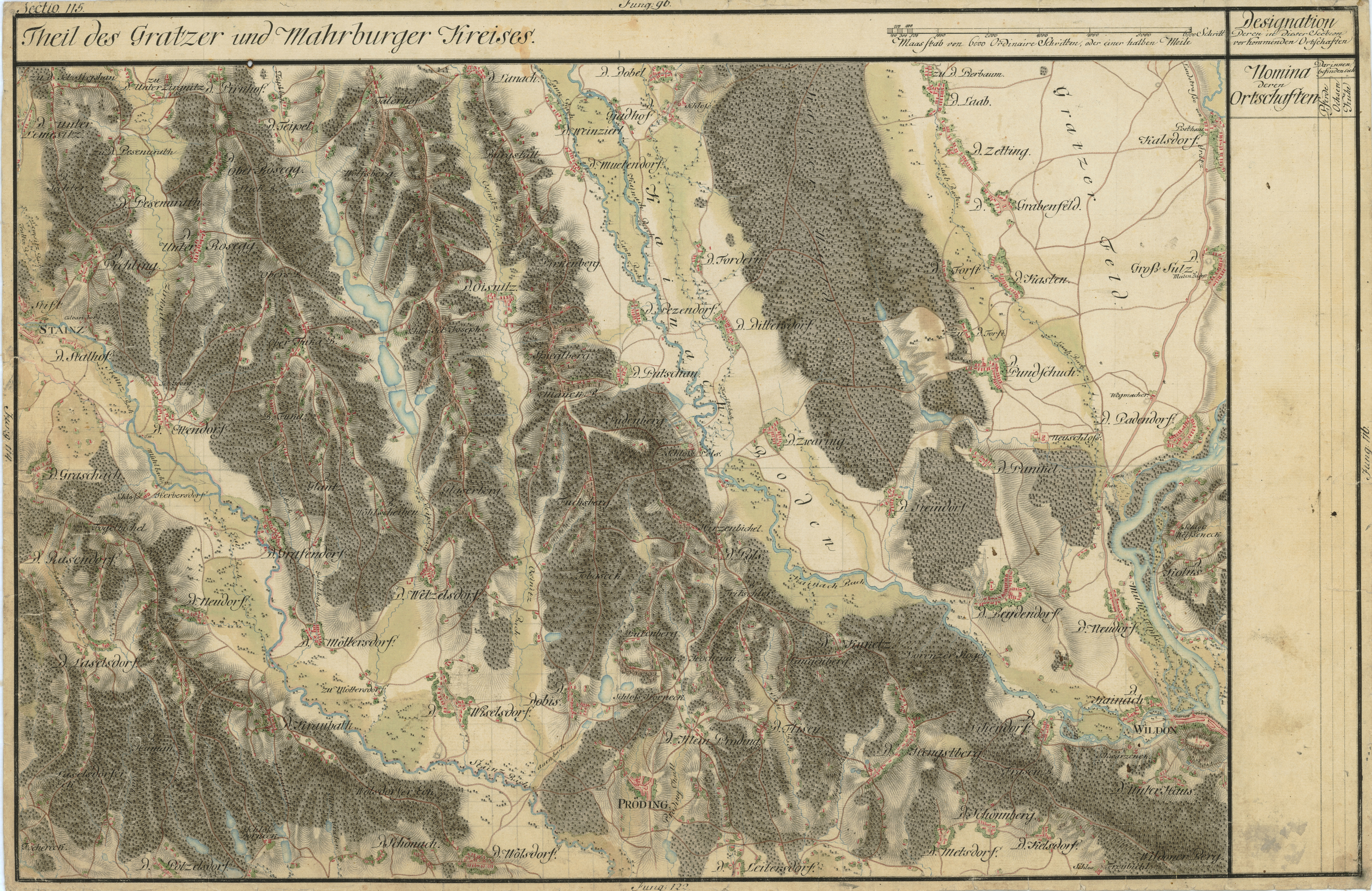
Josephinische Landesaufnahme, um 1790
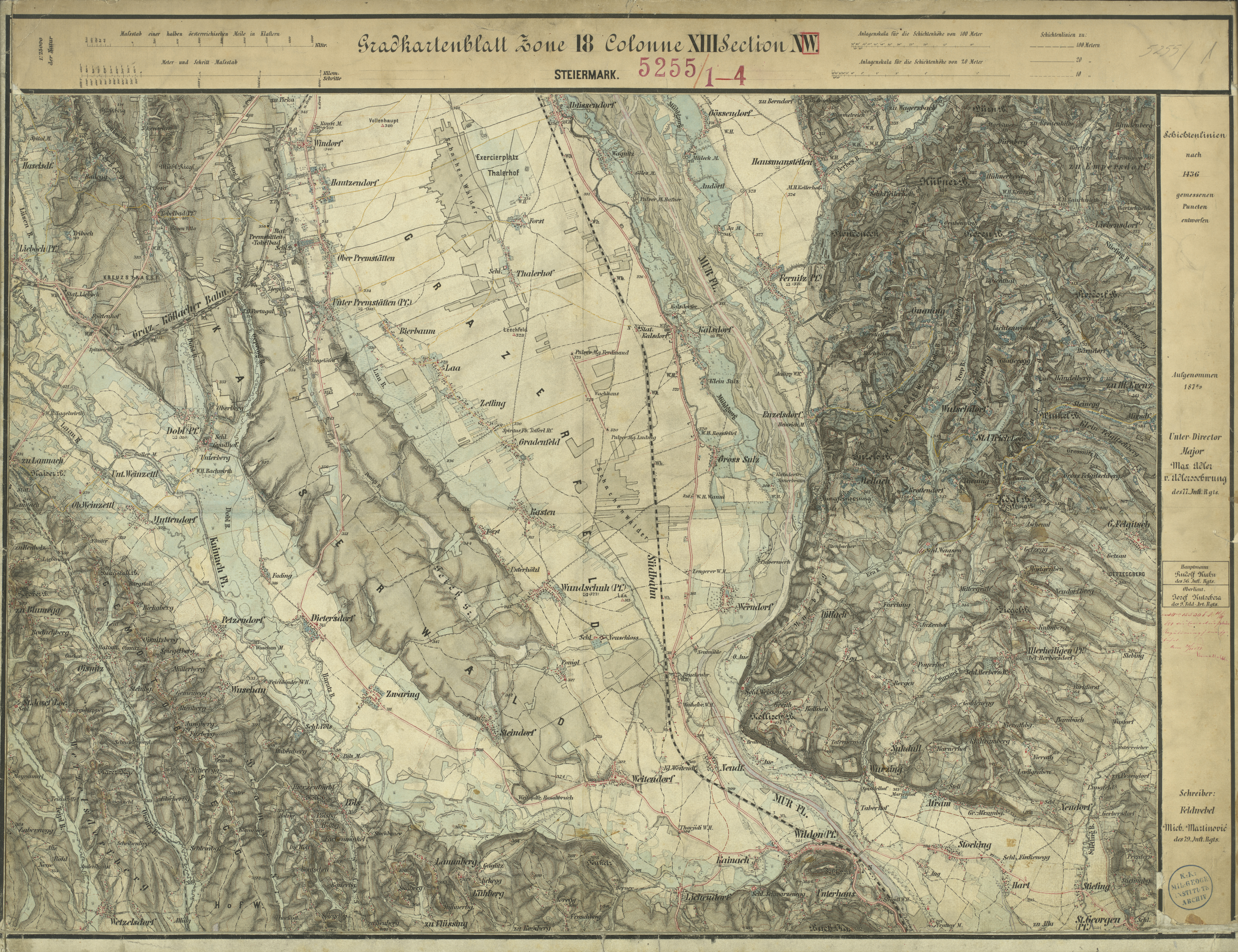
Oisnitz und St. Josef im Aufnahmeblatt der Franzisco-Josephinischen Landesaufnahme, um 1879
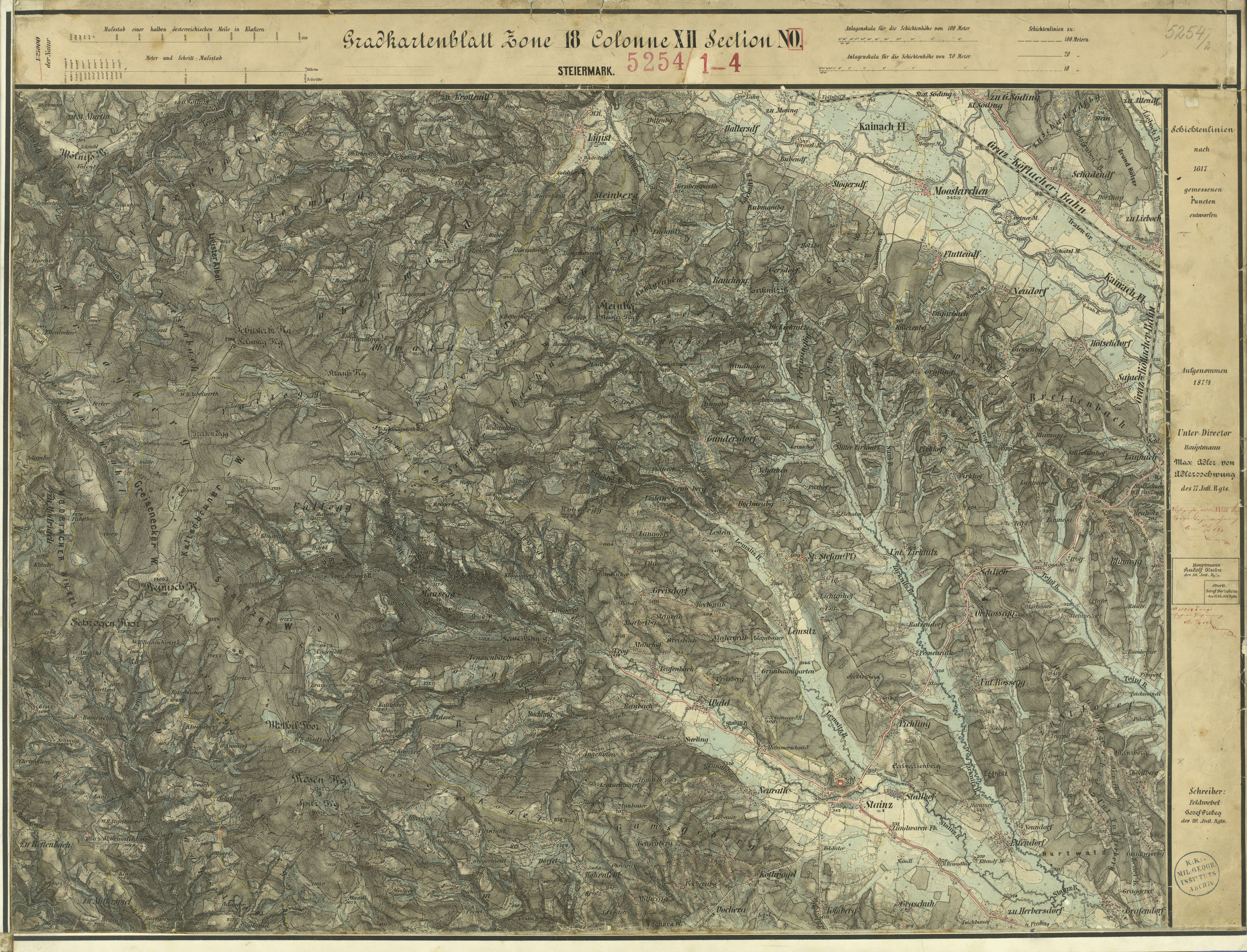
Der Westen von St. Josef (rechts unten), um 1879
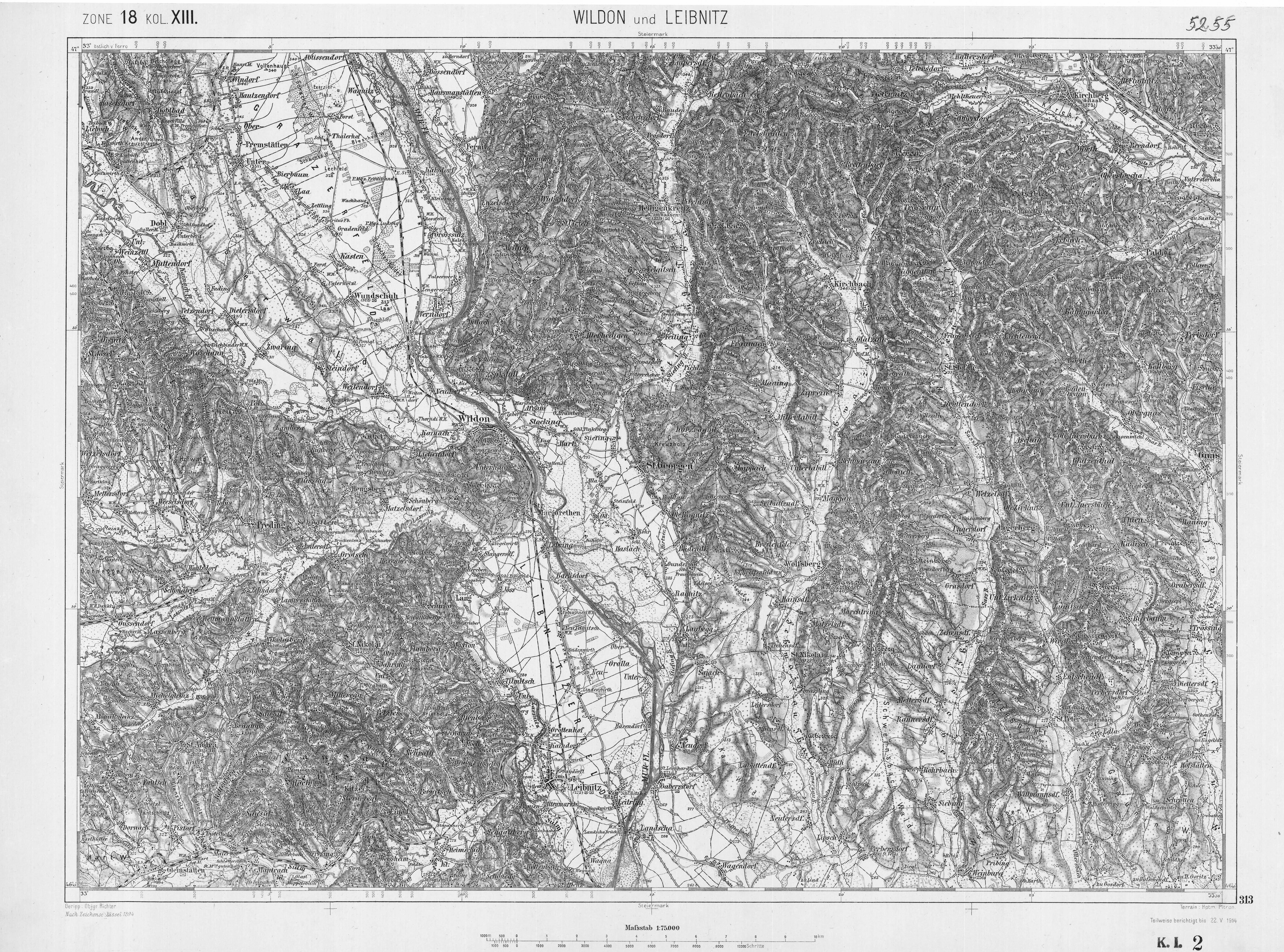
Spezialkarte, um 1910 (links außen)
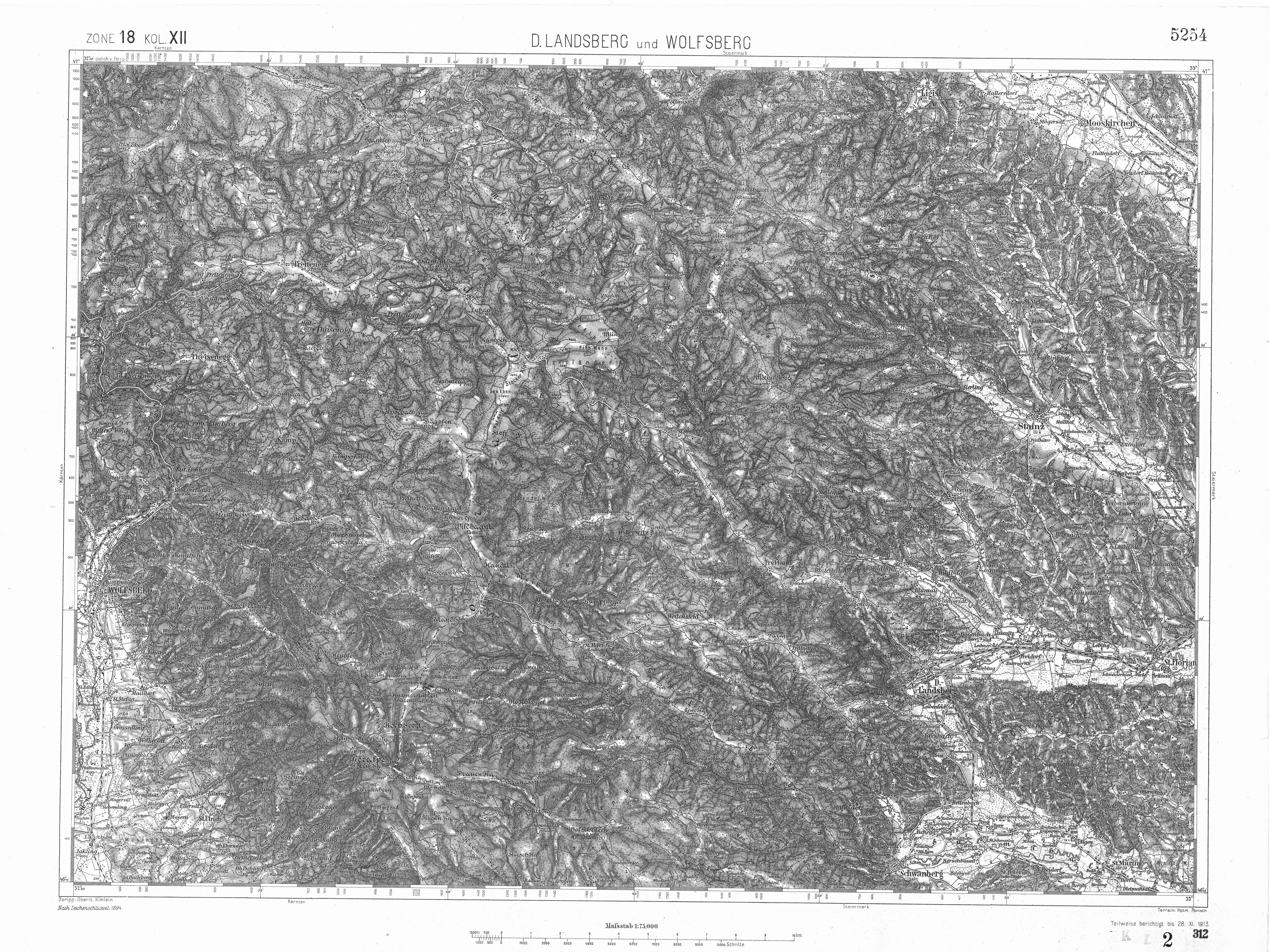
Das Gebiet westlich von St. Josef (rechts außen)